# Rachael Carpani
Rachael Ann Carpani (ur. 24 sierpnia 1980 w Sydney, Australia) – australijska aktorka.

## Dzieciństwo i kariera
Urodziła się w Sydney, w posiadłości Dural (Sydney Hills). Ojciec aktorki jest z pochodzenia Włochem, a matka jest Australijką.
Po zakończeniu nauk w szkole teatralnej Carpani rozpoczęła naukę w Australian College of Entertainment w Uniwersytecie Macquarie, a nieco później w Drama Works Drama.
Debiutowała w filmie Ihaka:Blunt Instrument (2000), a jej największą rolą okazała się rola Jodi Fountain McLeod w serialu Córki McLeoda (2001). Zależało jej na występie w serialu, więc przerwała studia. Obok tych ról wystąpiła też m.in. w serialach Cena życia (2001) i Agenci NCIS: Los Angeles (2009). Wystąpiła też w filmie Christophera Smitha Piąty wymiar (2009).
Jej partnerem był inny australijski aktor, Matt Passmore, znany też z serialu Córki McLeoda – poznali się na planie tego serialu. Zerwali w 2011 roku.

## Filmografia
- Ihaka: Blunt Instrument (2000) jako Tara
- Zatoka serc (2001) jako Miranda
- Cena życia (2001) jako Emily Martin
- Córki McLeoda (2001-2009) jako Jodi Fountain McLeod
- Hating Alison Ashley (2005) jako Valjoy Yurken
- Rodzina Duque (2007) jako Carly Owen
- Scorched (2008) jako Susan Shapiro
- Piąty wymiar (2009) jako Sally
- Agenci NCIS: Los Angeles (2009) jako Amy
- True Blue (2010) jako Tess Flynn
- The Glades (2010) jako Heather Thompson
- Głową w mur (Against the Wall) (2011) jako Abby Kowalski